# Rimum

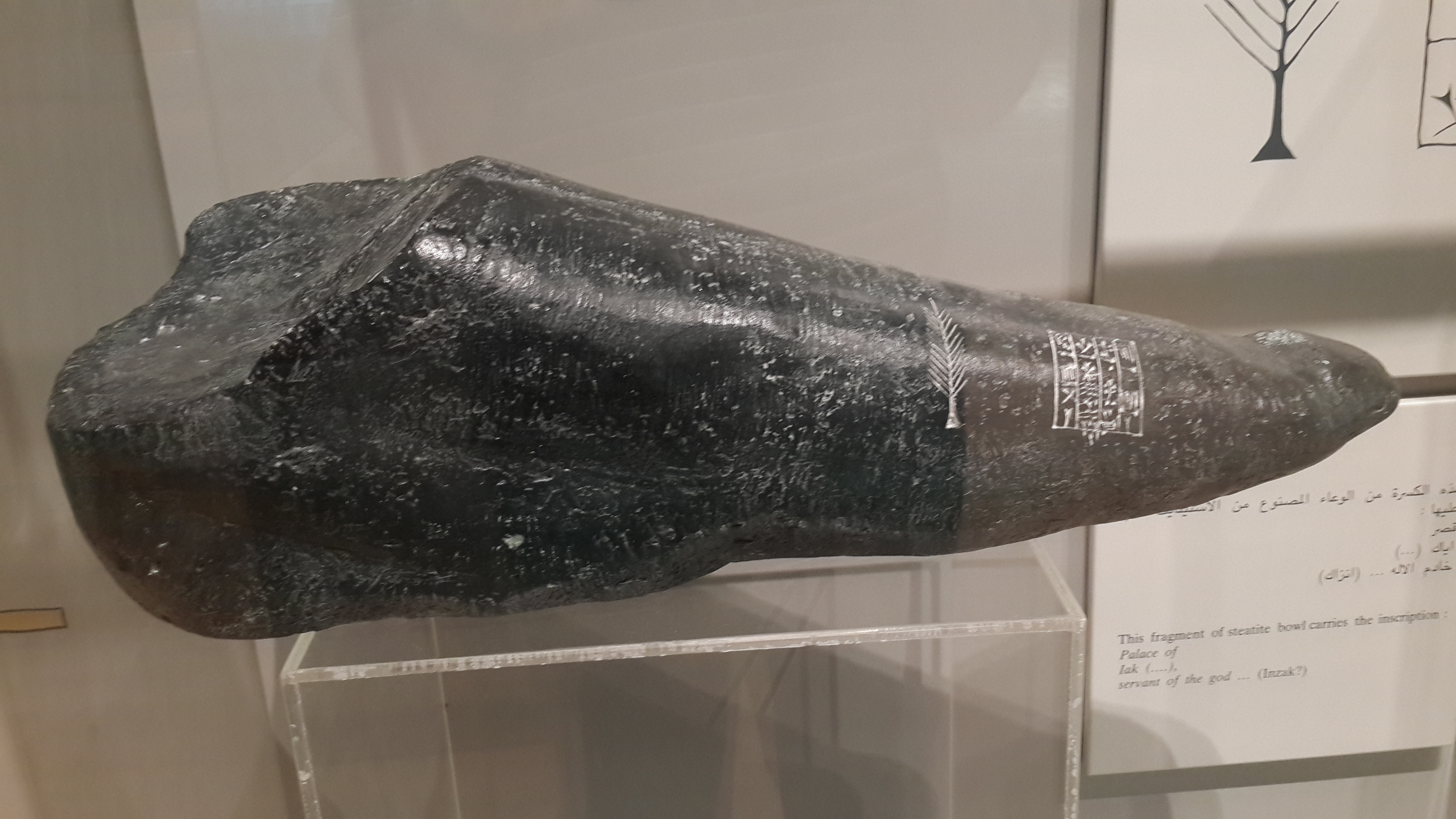
Steinbjekt mit Inschrift, die Rimum nennt. Das Foto zeigt eine Kopie, der originale Stein ist verloren

Rimum war ein König von Dilmun, der um 1700 v. Chr. auf Bahrain regierte. Er ist von akkadischen Inschriften auf Steingefäßen, die sich in einem Grab auf Bahrain fanden, bekannt. Die Gefäße gehören seinem Sohn, Yagli-El, der auch Herrscher von Dilmun war. Die Gefäße fanden sich 2012 bei Ausgrabungen in großen Grabhügeln, die offensichtlich die Grabanlagen der Herrscher von Dilmun waren. Große Teile von Bahrain sind mit solchen Grabhügeln bedeckt. Rimum ist auch von einem Steinobjekt aus Bahrain bekannt, das 1878 gefunden wurde. Die Funktion des Objektes ist unsicher. Die kurze Inschrift lautet: der Palast des  Rimum, Diener des Inzak, der vom (Stamme) Agarum.